# Kalciumsulfit
Kalciumsulfit är ett i vatten mycket svårlösligt salt, som ej har någon större användning. 
Större betydelse har det sura saltet sur kalciumsulfit, Ca(HSO3)2, kalciumbisulfit, som erhålls genom inledning av svavelsyrlighet i kalkmjölk, och som har en stark lukt av svavelsyrlighet. Den oxideras så småningom i luft varvid kalciumsulfat fälls ut, och blir då värdelös.

## Användning
Den har användning för blekning och desinfektion, samt inom cellulosatillverkningen under beteckningen sulfitlut. Den ersätts för industriellt bruk av flytande svavelsyrlighet.